# كيبو
ذاتُ العُقَد أو الكيبو أو الكويبو هي أجهزة تسجيل كانت مستخدمة في إمبراطورية الإنكا والمجتمعات التي سبقتها في منطقة الأنديز. وتتألف عادة من عقد ملونة ومنسوجة من خيط أو خيوط من شعر حيوان اللامة أو الألبكة. ويمكن أيضاً أن تكون مصنوعة من حبال القطن وقد تتكون الكويبو الواحدة من عقد قليلة أو من عدد يصل إلى 2000 عقدة أحياناً. وتختلف مسافات مواضع الخيوط بعضها عن بعض، كما تختلف أنواع العقد وعدد الخيوط المعقودة ومسافتها عن بعض والألوان وغيرها من الشفرات اللتي عجز عن فكها الباحثون حتى اليوم، ويُعتقد أنها تحكي قصصا وأساطير صانعيها وحضاراتهم.

## وصلات خارجية
- Manual of writing in quipus: Apendix. Constructive Logic in Quipus نسخة محفوظة 30 يونيو 2010 على موقع واي باك مشين. by Miguel Angel Calvo Rodriguez
- The Khipu Database Project at جامعة هارفارد نسخة محفوظة 31 مايو 2019 على موقع واي باك مشين. (gallery, archives, references, researchers, etc.)
- Quipu: A Modern Mystery
- Speaking of Graphics: The Quipu and Statistical Graphics
- Untangling the Mystery of the Inca
- <409:FKTNRT>2.0.CO;2-M From Knots to Narratives
- Science: Inka Accounting Practices
- Open / Popular (Ad Hoc) Khipu Decipherment Project
- Open / Popular (Ad Hoc) Khipu Decipherment Project (now on FACEBOOK)  على فيسبوك.
- History of Counting-PlainMath.Net